# Rubus canescens
Rubus canescens är en rosväxtart som beskrevs av Dc.. Rubus canescens ingår i släktet rubusar, och familjen rosväxter.

## Underarter
Arten delas in i följande underarter:
- R. c. canescens
- R. c. lloydianus
- R. c. rhodopaeus
- R. c. glabratus
- R. c. canescens
- R. c. lloydianus
- R. c. subparilis
- R. c. setosoglandulosus
- R. c. glabratus
- R. c. subparilis